# Dockmakaren
Dockmakaren (originaltitel: The Concrete Blonde) är en kriminalroman från 1994 av Michael Connelly. Det är den tredje boken om Harry Bosch. Den utkom år 2000 på svenska, i översättning av Eva Larsson.

## Handling
Elva groteskt sminkade unga kvinnor hittades en efter annan, våldtagna och mördade. Mördaren fick öknamnet "Dockmakaren" på grund av offrens extrema sminkning. Harry Bosch arbetade intensivt för att hitta honom och lyckades. Tyvärr dog mannen i en skottlossning med Bosch.
Fyra år senare stämmer "Dockmakarens" fru polisen för dödsskjutningen. Hon och hennes advokat Honey "Money" Chandler hävdar att hennes man felaktigt anklagats för att vara Dockmakaren.
Det hela leder till rättegång och samma dag som rättegången inleds dyker ett brev upp hos polisen. Ett brev vars innehåll bär Dockmakarens signatur – en ung kvinna strypt, våldtagen och sminkad. Vilket i så fall betyder att Harry sköt en oskyldig för fyra år sedan och att Dockmakaren har börjat skapa dockor igen.